# Großbettenrain

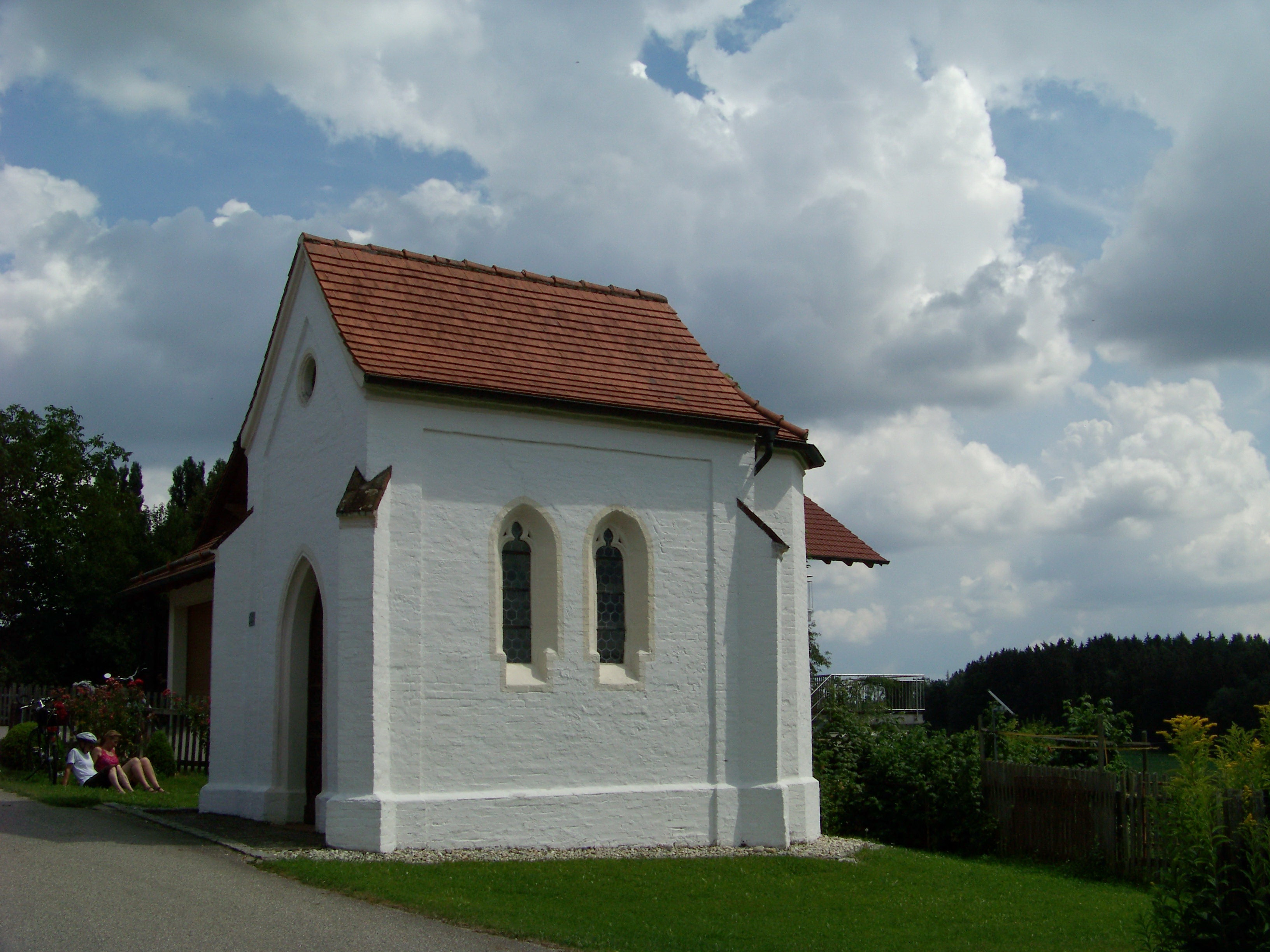
Neugotische Kapelle in der Dorfmitte

Großbettenrain ist ein Gemeindeteil der Gemeinde Kröning im Landkreis Landshut in Bayern.

## Geographie
Der Weiler liegt auf einer Anhöhe zwischen Jesendorf und Kirchberg. 
Großbettenrain ist durch die Hafner sehr bekannt. Östlich des kleinen Dorfes liegt eine Tongrube, in der Dorfmitte steht eine Kapelle.

## Baudenkmäler
- Liste der Baudenkmäler in Großbettenrain